# Hakon Reuter
Hakon Alexander Reuter (ur. 4 stycznia 1899 w Göteborgu, zm. 2 grudnia 1969 na Majorce) – szwedzki żeglarz, olimpijczyk.
Na regatach rozegranych podczas Letnich Igrzysk Olimpijskich 1928 wystąpił w klasie 6 metrów zajmując 7. pozycję. Załogę jachtu Ingegerd tworzyli również Georg Lindahl, Yngve Lindqvist i Harry Hanson.